# Apiocera commoni
Apiocera commoni är en tvåvingeart som beskrevs av Paramonov 1953. Apiocera commoni ingår i släktet Apiocera och familjen Apioceridae. Inga underarter finns listade i Catalogue of Life.